# 카지미에시 파얀스
카지미에시 파얀스(폴란드어: Kazimierz Fajans, 영어: Kasimir Fajans 캐지미어 파얀스[*], 1887년 ~ 1975년)는 폴란드 태생 미국의 물리 화학자이다.

## 생애
폴란드 바르샤바에서 출생하였다. 뮌헨 대학교 교수로 지내다가 나치스를 피하여 미국으로 건너갔다. 1936년부터 미시간 대학교의 교수로 일하며, 프로트악티늄을 발견하여 이름을 떨쳤다. 또한 방사성 원소의 변위 법칙을 발견하였으며, 이온의 성질에 관해서도 연구하였다. 저서에 《방사능 원소와 동위원소》 등이 있다.